# New Haven
|  | Per a altres significats, vegeu «New Haven (desambiguació)». |

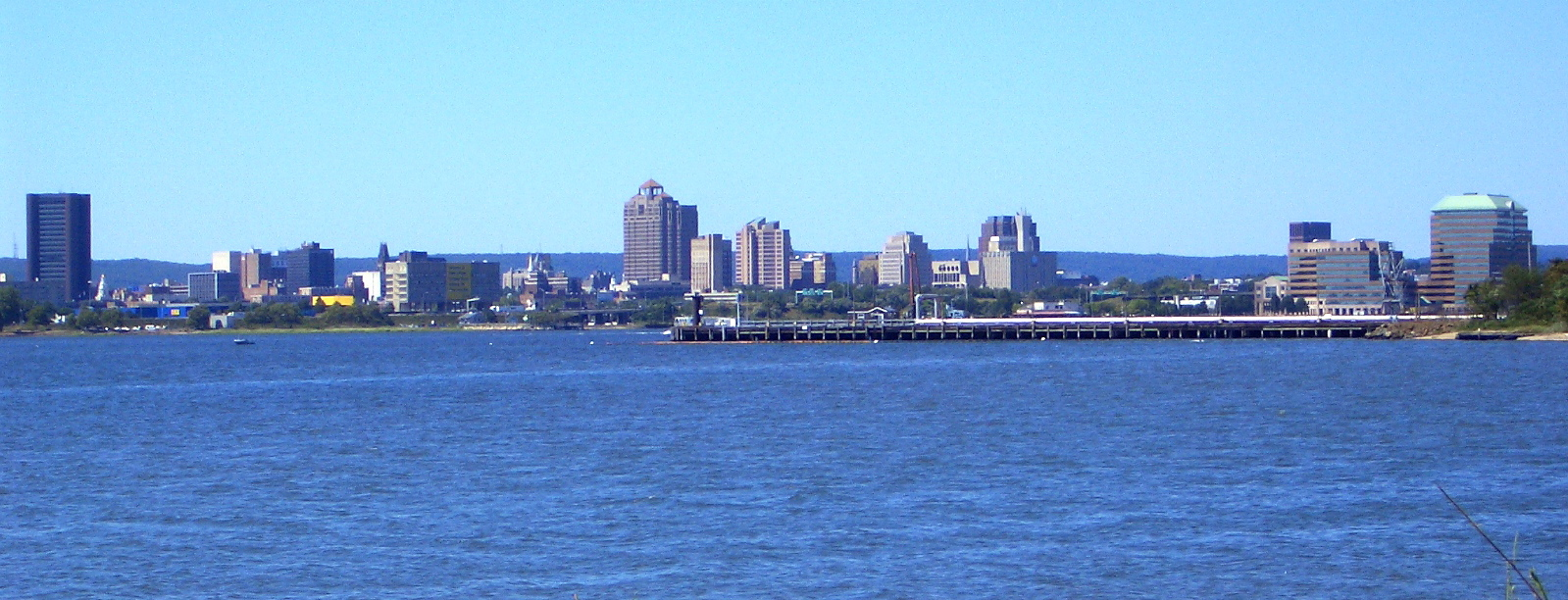
Panoràmica de la ciutat des del port.

New Haven és la tercera ciutat més gran de l'estat de Connecticut, després de Bridgeport i Hartford, i està localitzada al Comtat de New Haven. Té una superfície de 52,4 km². En el cens de 2000, la ciutat tenia 124.922 habitants, i una densitat de 2.532 habitants per km². En la ciutat es localitza la Universitat Yale. És considerada la primera ciutat planejada dels Estats Units (1638).

## Geografia
- Altitud: 22 metres.

## Personatges il·lustres
- Paul Giamatti, actor (1967)
- George W. Bush, president dels Estats Units (1946)
- Madeline Zima. Actriu.
- George Akerlof (1940), Premi Nobel d'Economia de 2001.
- Alfred Goodman Gilman (1940) farmacòleg, Premi Nobel de Medicina o Fisiologia de 1994.
- Craig Cameron Mello (1960 -) metge genetista, Premi Nobel de Medicina o Fisiologia de l'any 2006.
- James Pierpont (1866-1938), matemàtic i professor d'universitat
- Vinton Cerf (1943) enginyer, considerat un dels pares d'Internet. Premi Internacional Catalunya de l'any 2018.